# Rue L'Olivier
Pour les articles homonymes, voir Olivier.
La rue L'Olivier (en néerlandais : L'Olivierstraat) est une rue bruxelloise de la commune de Schaerbeek qui va de la chaussée de Haecht à la rue Josaphat. Il s'agit d'une rue à sens unique, accessible uniquement en direction de la chaussée de Haecht. Entre les no 76 et 78 de la rue, se trouve la petite rue L'Olivier qui est une impasse.

## Histoire et description
La rue porte le nom d'un militaire belge, Jean L'Olivier, né à Bruxelles en 1792 et décédé à Liège en 1854. Précédemment cette artère s'appelait rue Notre-Dame et, de manière erronée, rue l'Olivier.
La Cité de l'Olivier, œuvre de l'architecte Henri Jacobs, dont la construction fut achevée en 1905 servit de modèle pour la construction de la Cité Hellemans dans le quartier des Marolles à Bruxelles.
Il s'agit d'un ensemble de trois bâtiments à cinq niveaux conçu par l'architecte Henri Jacobs pour le Foyer Schaebeekois inspiré des immeubles d'habitations ouvrières no 53 à 59 de la rue Victor Hugo, réalisés par le même architecte en 1899. Implanté sur deux anciennes impasses, il se compose de deux bâtiments à front de rue, anciennement dotés de commerces au rez-de-chaussée, d'une cour et de d'un immeuble de trois unités d'habitation (chaque unité abritant dix logements). Les façades, semblables mais non identiques, sont en brique rehaussés de pierre ; tous les logements sont dotés d'une terrasse donnant sur la cour centrale. Cet ensemble est désormais protégé. Entre 2016 et 2020 a lieu un projet de rénovation complète de ces immeubles qui ne répondaient plus aux normes de salubrité et de sécurité.

## Adresses notables
- nos 12-44 : Cité de l'Olivier, immeubles Art nouveau du Foyer schaerbeekois
- no 82 : CEFA Schaerbeek
- no 90 : AMOS asbl